# اچ‌ام‌اس لایولی (۱۷۹۴)
اچ‌ام‌اس لایولی (۱۷۹۴) (به انگلیسی: HMS Lively (1794)) یک کشتی بود که طول آن ۱۳۵ فوت ۳ اینچ (۴۱٫۲۲ متر) بود. این کشتی در سال ۱۷۹۴ ساخته شد.